# Günter Blumhagen
Günter Blumhagen (* 1930; † 1996) war ein Orchester- und Chordirigent und Professor an den Musikhochschulen in Weimar und Leipzig.
Blumhagen studierte an der Hochschule für Musik „Carl Maria von Weber“ Dresden. Sein erstes Engagement führte ihn 1952 an die Staatsoper Dresden, danach war er Erster Kapellmeister am Staatstheater Schwerin und Dirigent an den Städtischen Bühnen Karl-Marx-Stadt. Es folgte seine erste Chefdirigentenstelle von 1965 bis 1967 am Orchester der IG Wismut in Karl-Marx-Stadt, von 1967 bis 1982 war er Chefdirigent der Jenaer Philharmonie. 
Von 1982 bis 1987 war er erneut Chefdirigent des Orchesters der IG Wismut und von 1994 bis 1996 Chefdirigent der Westsächsischen Philharmonie.
Während seines Engagements in Jena wurden von ihm mehrere Chöre ins Leben gerufen und geleitet, die bis heute existieren: 1968 wurde der Jenaer Madrigalkreis als Liebhaberchor zur Pflege der Madrigal- und Motettenkunst von ihm gegründet, 1970 folgte der Philharmonische Chor Jena. Auch die Gründung des Knabenchors der Jenaer Philharmonie im Jahre 1976 geht auf seine Initiative zurück. 
Von 1974 an leitete er die Vereinigten Männerchöre Apolda.
Blumhagen unterrichtete an der Hochschule für Musik Franz Liszt Weimar und danach an der Hochschule für Musik und Theater „Felix Mendelssohn Bartholdy“ Leipzig, zunächst als Dozent und später als Professor für Dirigieren, gleichzeitig leitete er in Leipzig das Hochschulorchester. Für mehrere Semester unterrichtete er auch als Gastprofessor an der Hochschule für Musik Freiburg.
1975 leitete er eine Einspielung von Graham Whettams Sinfonie "contra timore" mit dem Rundfunk-Sinfonieorchester Leipzig.
Seine Söhne sind die Bildhauer Michael Blumhagen und Matthias Blumhagen.